# Bellinge Sogn
Bellinge Sogn er et sogn i Hjallese Provsti (Fyens Stift).
I 1800-tallet var Bellinge Sogn anneks til Brændekilde Sogn. Begge sogne hørte til Odense Herred i Odense Amt. Brændekilde-Bellinge sognekommune blev ved kommunalreformen i 1970 indlemmet i Odense Kommune.
I Bellinge Sogn ligger Bellinge Kirke.
I sognet findes følgende autoriserede stednavne:
- Avernakke Gårde (bebyggelse)
- Bellinge (bebyggelse, ejerlav)
- Bellinge Mark (bebyggelse)
- Borreby (bebyggelse)
- Dannesbo (bebyggelse, ejerlav)
- Drigstrup (bebyggelse)
- Kildemose (bebyggelse)
- Lettebæk (bebyggelse)
- Vibæk (bebyggelse)